# Alconera
Alconera este un oraș din Spania, situat în provincia Badajoz din comunitatea autonomă Extremadura. Are o populație de 741 de locuitori.